# Barbara Hogan
Barbara Hogan, född 28 februari 1952, är en sydafrikansk politisk aktivist och tidigare minister.

## Biografi
Hogan gick i katolsk skola i Boksburg och tog senare en examen vid University of the Witwatersrand.

## Politisk aktivitet
Hogan anslöt sig till ANC efter Sowetoupproret 1976, många år efter det att organisationen hade förklarats olaglig och hade gått under jorden. Hennes uppgift i denna rörelse var att mobilisera den vita politiska vänstern, delta i offentliga politiska kampanjer och förse det underjordisk ANC i Botswana med information om facklig och annan social verksamhet i Sydafrika. Hon greps 1982 för "att främja målen för en förbjuden organisation" och efter att ha förhörts, misshandlats och hållits i isoleringscell i ett år, blev hon den första kvinnan i Sydafrika som befanns skyldig till högförräderi och dömdes till tio års fängelse. Hon släpptes 1990, efter erkännandet av de tidigare förbjudna organisationerna, tillsammans med andra politiska fångar, främst Nelson Mandela. Efter frigivningen spelade hon en central roll i omstruktureringen av ANC i sin egenskap av sekreterare vid regionkontor för Pretoria-Witwatersrand-Vereeniging.
När Kgalema Motlanthe tillträdde som president den 25 september 2008 utsåg han Hogan att som hälsominister ersätta Manto Tshabalala-Msimang.
Hogan utsågs till hälsominister på grundval av sitt ekonomiska ledarskap, för en nödvändig genomgång av Hälsodepartementets ekonomi. Även om Hogan inte var läkare eller sjuksköterska, hade hon en mycket kapabel ersättare, Dr Molefi Sefularo, som var läkare och hade varit mycket engagerad i vården. Hogan hjälpte den sydafrikanska regeringen ta itu med aidsepidemin bland sydafrikaner efter nästan ett decennium av förnekelse och försummelse av den tidigare hälsoministern, Manto Tshabalala-Msimang.
I maj 2009 utsågs hon till näringsminister, från vilket hon avskedades 2010 av president Jacob Zuma. I december 2015 fördömde hon presidenten för hans avsked av dåvarande finansminister, Nhlanhla Nene, och uppmanade medborgarna att "resa sig och säga nu räcker det".

## Utmärkelser
Hogan fanns 2009 på tidskriften Times årliga lista över de 100 mest inflytelserika människorna i världen.
År 2011 tilldelades Hogan ett hedersdoktorat vid University of Kentucky tillsammans med sin livspartner Ahmed Kathrada.